# 19. април
19. април (19.04) је 109. дан у години по грегоријанском календару (110. у преступној години). До краја године има још 256 дана.

## Догађаји
- 531 — Бројчано надмоћнија источноримска војска предвођена Велизаром поражена од стране Сасанидских Персијанаца у бици код Калиника на Еуфрату.
- 797 — У Цариграду византијски цар Константин VI збачен и ослепљен по наређењу сопствене мајке Ирине.
- 1587 — Енглески адмирал Френсис Дрејк је упловио у луку Кадиз и потопио шпанску флоту.
- 1713 — Римско-немачки цар Карло VI је објавио Прагматичну санкцију, да би осигурао престо за кћерку Марију Терезију.
- 1775 — Биткама код Лексингтона и Конкорда почео Амерички рат за независност од Велике Британије.
- 1783 — Конгрес САД је објавио завршетак рата.
- 1809 — Французи су однели тешку победу над Аустријом у Доњој Баварској када су се њихови противници то вече повукли са бојишта.
- 1839 — Потписан Лондонски споразум којим су европске државе признале независност Краљевине Белгије.
- 1867 — Турски изасланик на Калемегдану кнезу Михаилу Обреновићу предао кључеве Београда и других српских градова из којих се повукла турска посада. Као симбол османске суверености над Србијом остала турска застава, уз српску, на зидинама Београдске тврђаве.
- 1911 — У Португалији одвојена црква од државе.
- 1920 — Почела је мировна конференција у Сан Рему, о подели Османлијског царства.
- 1921 — Ступио на снагу закон о подели Ирске на Републику Ирску и Северну Ирску, која је остала део Велике Британије.
- 1932 — Влада Краљевине Југославије донела Закон о заштити земљорадника којим је проглашен шестомесечан мораторијум на дугове и обустављена присилна заплена имовине. Око 709.000 сељака дуговало седам милијарди динара, махом зеленашима и трговцима.
- 1943 — У Варшави почео је устанак у Варшавском гету када су нацисти ушли у Варшавски гето да прикупе преостале Јевреје.
- 1945 — Америчке трупе у Другом светском рату заузеле немачки град Лајпциг.
- 1951 — У Лондону одржано прво такмичење за мис света. Победила мис Шведске.
- 1960 — Први председник Јужне Кореје Сингман Ри повукао се са власти под притиском студентских протеста широм земље због изборних превара.
- 1975 — Индија лансирала први сателит.
- 1984 — Лансиран први кинески телекомуникациони сателит.
- 1993 — У масакру у Зеници погинуло је и рањено више цивила у тренутку велике гужве од гранате испаљених на центар Зенице.
- 1993 — Више од 80 припадника америчке верске секте Лоза Давидијанаца, укључујући вођу Дејвида Кореша, убили федерални агенти кад су, после 51 дана опсаде, упали у седиште секте у тексашком граду Вејко.
- 1994 — У Француској на доживотну робију осуђен нацистички ратни злочинац из Другог светског рата Пол Тувије.
- 1995 — Од експлозије камиона-бомбе у деветоспратној згради федералних институција у Оклахома Ситију погинуло 168, а више од 400 људи повређено. Напад извршио бивши амерички војник Тимоти Маквеј над којим је 2001. извршена смртна казна.
- 2003 — Сомалијски председник Дахир Ријали Кахин проглашен за победника првих вишестраначких председничких избора у тој земљи. Добио 80 гласова више од свог противника.

## Рођења
- 1851 — Ђорђе Крстић, српски сликар. (прем. 1907)
- 1893 — Лојзе Долинар, југословенски и словеначки вајар. (прем. 1970)
- 1937 — Бранимир Шћепановић, српски књижевник и сценариста. (прем. 2020)
- 1946 — Тим Кари, енглески глумац и певач.
- 1956 — Сју Баркер, енглеска тенисерка и ТВ водитељка.
- 1960 — Николета Браски, италијанска глумица и продуценткиња.
- 1968 — Ешли Џад, америчка глумица.
- 1972 — Ривалдо, бразилски фудбалер.
- 1975 — Џентлман, немачки реге музичар.
- 1976 — Александар Глинтић, српски кошаркаш.
- 1978 — Џејмс Франко, амерички глумац, редитељ, сценариста, музичар, сликар и писац.
- 1978 — Габријел Хајнце, аргентински фудбалер и фудбалски тренер.
- 1979 — Антоанета Стефанова, бугарска шахисткиња.
- 1979 — Кејт Хадсон, америчка глумица, модна дизајнерка и списатељица.
- 1980 — Милош Влалукин, српски глумац.
- 1981 — Хејден Кристенсен, канадски глумац и продуцент.
- 1981 — Каталина Сандино Морено, колумбијска глумица.
- 1984 — Станислава Копривица, српска редитељка, драматуршкиња и сценаристкиња.
- 1987 — Марија Шарапова, руска тенисерка.
- 1989 — Марко Арнаутовић, аустријски фудбалер.
- 1990 — Дамијен Ле Талек, француски фудбалер.
- 1990 — Марко Томићевић, српски кајакаш.
- 1992 — Ник Поуп, енглески фудбалски голман.
- 1992 — Марко Тодоровић, црногорски кошаркаш.
- 1995 — Чејс Винович, амерички играч америчкога фудбала.

## Смрти
- 1560 — Филип Меланхтон, Немачки теолог и верски реформатор. Сматра се једним од оснивача лутеранства (рођ. 1483)
- 1588 — Паоло Веронезе, један од најзначајнијих сликара Венецијанске школе у XVI веку. (рођ. 1528)
- 1689 — Кристина Аугуста, шведска краљица. (рођ. 1626)
- 1768 — Каналето или правим именом Ђовани Антонио Канал је био италијански барокни сликар. (рођ. 1697)
- 1824 — Џорџ Гордон Бајрон, енглески песник. (рођ. 1788)
- 1881 — Бенџамин Дизраели, енглески политичар и државник. (рођ. 1804)
- 1882 — Чарлс Дарвин, енглески природњак. (рођ. 1809)
- 1906 — Пјер Кири, француски физичар и хемичар. (рођ. 1859)
- 1911 — Иван Грохар словеначки сликар. (рођ. 1867)
- 1916 — Колмар фон дер Голц, немачки фелдмаршал и турски паша. (рођ. 1843)
- 1939 — Сима Марковић професор математике, члан Централног комитета КПЈ и Извршног комитета Коминтерне. (рођ. 1888)
- 1967 — Конрад Аденауер, немачки државник. (рођ. 1876)
- 1992 — Воја Царић, српски песник, прозни писац, уредник и антологичар.(рођ. 1922)[1]
- 2002 — Тор Хејердал, норвешки антрополог, научник и истраживач. (рођ. 1914)
- 2004 — Норис Маквертер, Британац који је са својим братом близанцем Росом 1955. покренуо „Гинисову књигу рекорда“. (рођ. 1925)
- 2011 — Грете Вајц, норвешка атлетичарка. (рођ. 1953)

## Празници и дани сећања
- Српска православна црква слави:
  - Светог Евтихија - патријарха цариградског
  - Светих сто двадесет мученика пострадалих у Персији